# 下総神崎駅

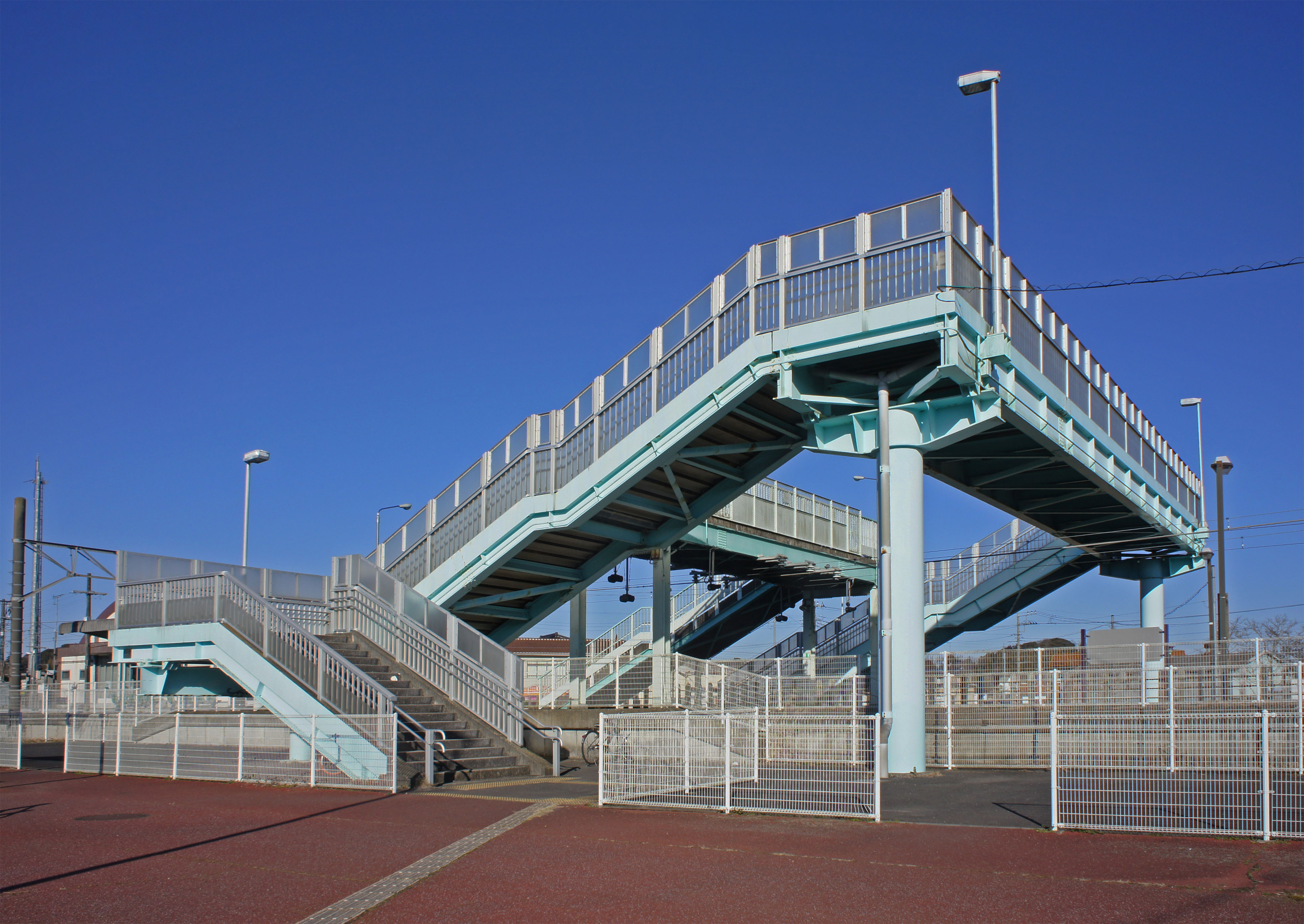
駅南側 南北連絡橋（2022年2月）

下総神崎駅（しもうさこうざきえき）は、千葉県香取郡神崎町郡にある、東日本旅客鉄道（JR東日本）成田線の駅である。

## 歴史
- 1898年（明治31年）2月3日：成田鉄道（初代）の郡駅（こおりえき）として開業[1]。旅客・貨物取扱い[2]。
- 1920年（大正9年）
  - 年内：駅舎改築[3]。
  - 9月1日：成田鉄道が買収され、国有鉄道の駅となる[1]。
- 1957年（昭和32年）4月1日：下総神崎駅に改称[1]。
- 1971年（昭和46年）4月1日：貨物取扱い廃止[2]。
- 1987年（昭和62年）4月1日：国鉄分割民営化に伴い、東日本旅客鉄道（JR東日本）の駅となる[1]。
- 1998年（平成10年）
  - 3月30日：駅舎改築工事に着手[4]。
  - 10月6日：開業100周年を迎え、現RC造駅舎が開業[3][5]。神崎町の多目的ホール「神崎ステーションホール」を併設している[3][5]。駅舎は、神崎町を流れる利根川に架かる「神崎大橋」をモチーフにしたデザインとなっている[3]。
- 2004年（平成16年）3月：南口広場完成。
- 2009年（平成21年）3月14日：ICカード「Suica」の利用が可能となる[6]。東京近郊区間に組み込まれる[6]。

## 駅構造
相対式ホーム2面2線を有する地上駅。互いのホームは跨線橋で連絡している。駅舎（北）側が1番線である。
成田統括センター（成田駅）管理のJR東日本ステーションサービスが駅業務を受託する業務委託駅で、POS窓口・近距離自動券売機・乗車駅証明書発行機・簡易Suica改札機が設置されている。
トイレは駅舎の駅前広場側には男女別で多機能トイレを併設した水洗式トイレが設置されているが、かつては1番線ホーム上に男女共用の水洗式トイレが設置されていた。
駅前広場に隣接して公園と駐輪場が整備されている。公園入口付近に駅名改称の記念碑がある。

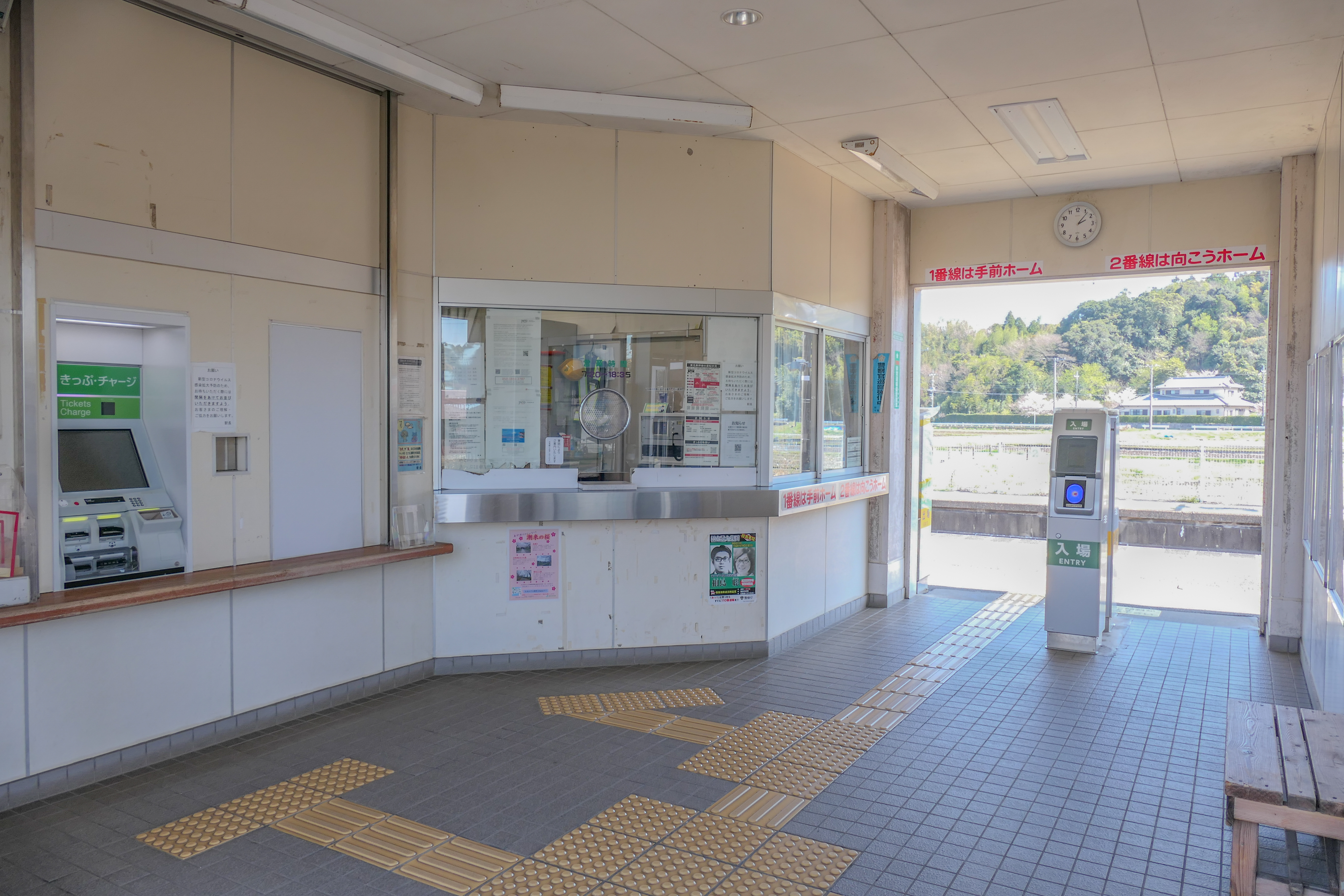
改札口（2022年4月）
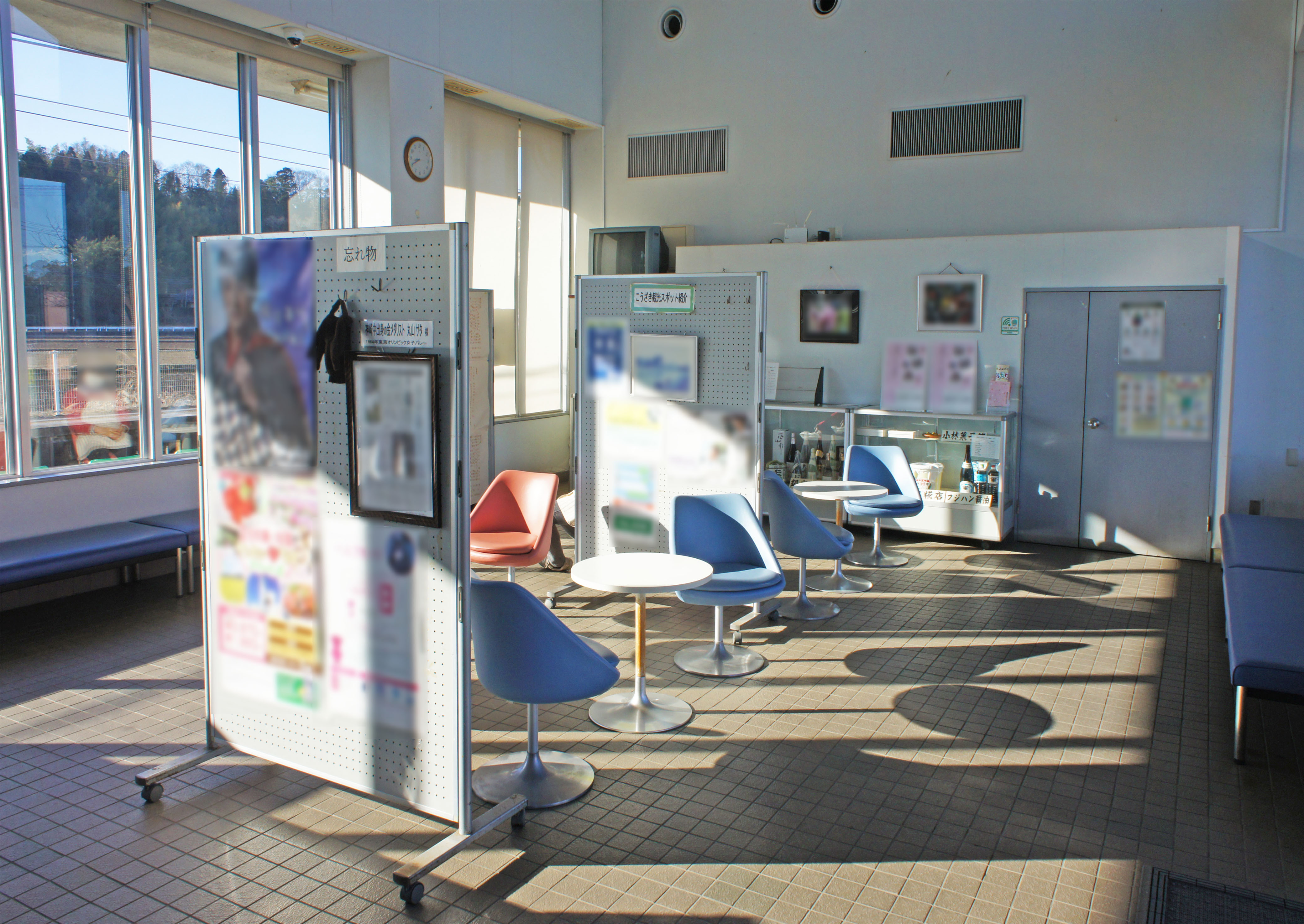
待合室（2022年2月）

### のりば
| 番線 | 路線    | 方向 | 行先                      |
| ---- | ------- | ---- | ------------------------- |
| 1・2 | ■成田線 | 下り | 佐原・鹿島神宮 / 銚子方面 |
| 1・2 | ■成田線 | 上り | 成田・千葉・東京方面      |

（出典：JR東日本:駅構内図）
- 停車列車同士の行き違いの場合は、下りは1番線、上りは2番線に入る。
- 1番線を上下本線とした一線スルー構造であり、1・2番線いずれも両方面からの到着及び出発が可能である。
- ホームは8両編成までに対応する。線路有効長は長いが、構内に踏切があるため貨物列車同士の行き違いはなく通過のみである。

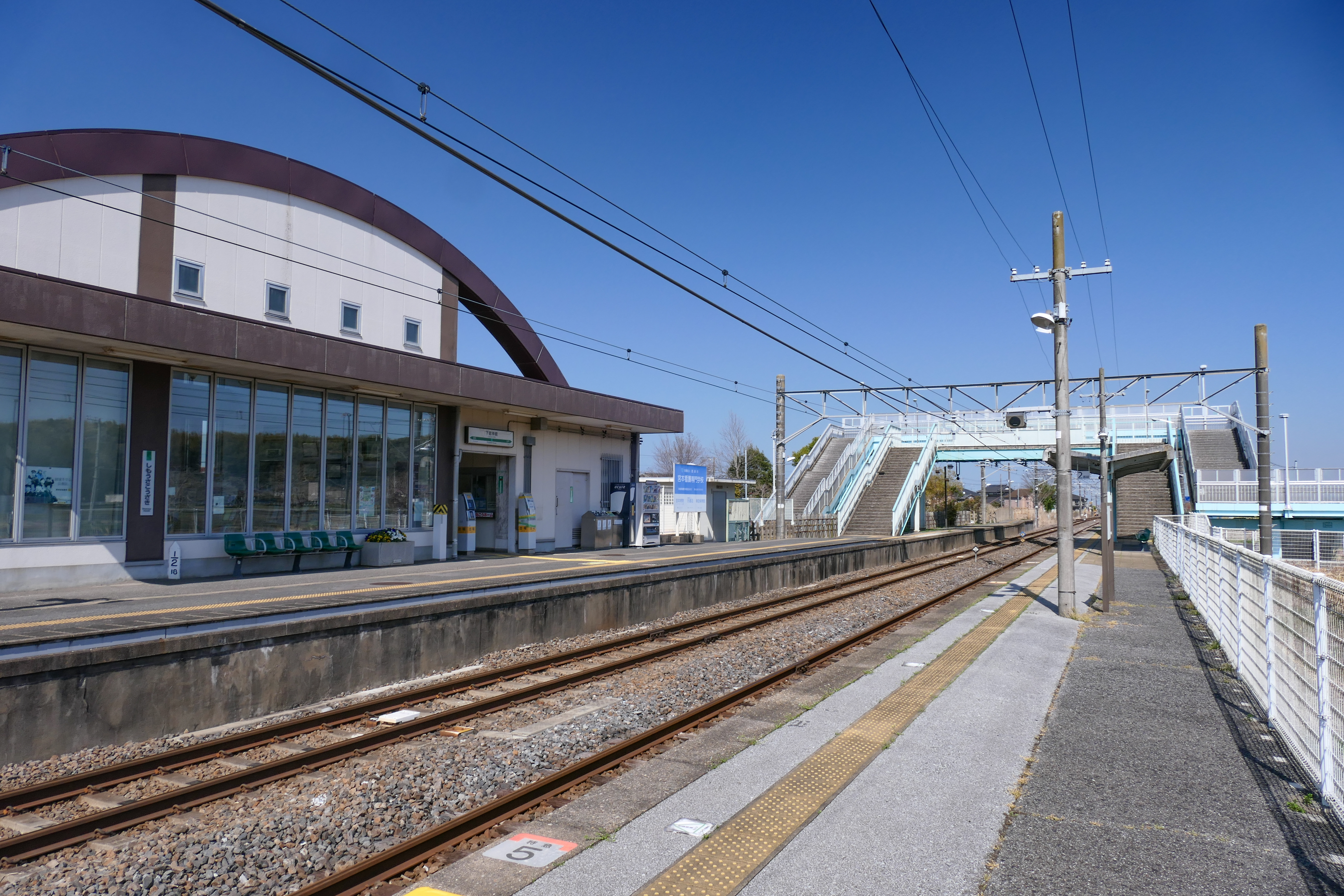
駅ホーム（2022年4月）
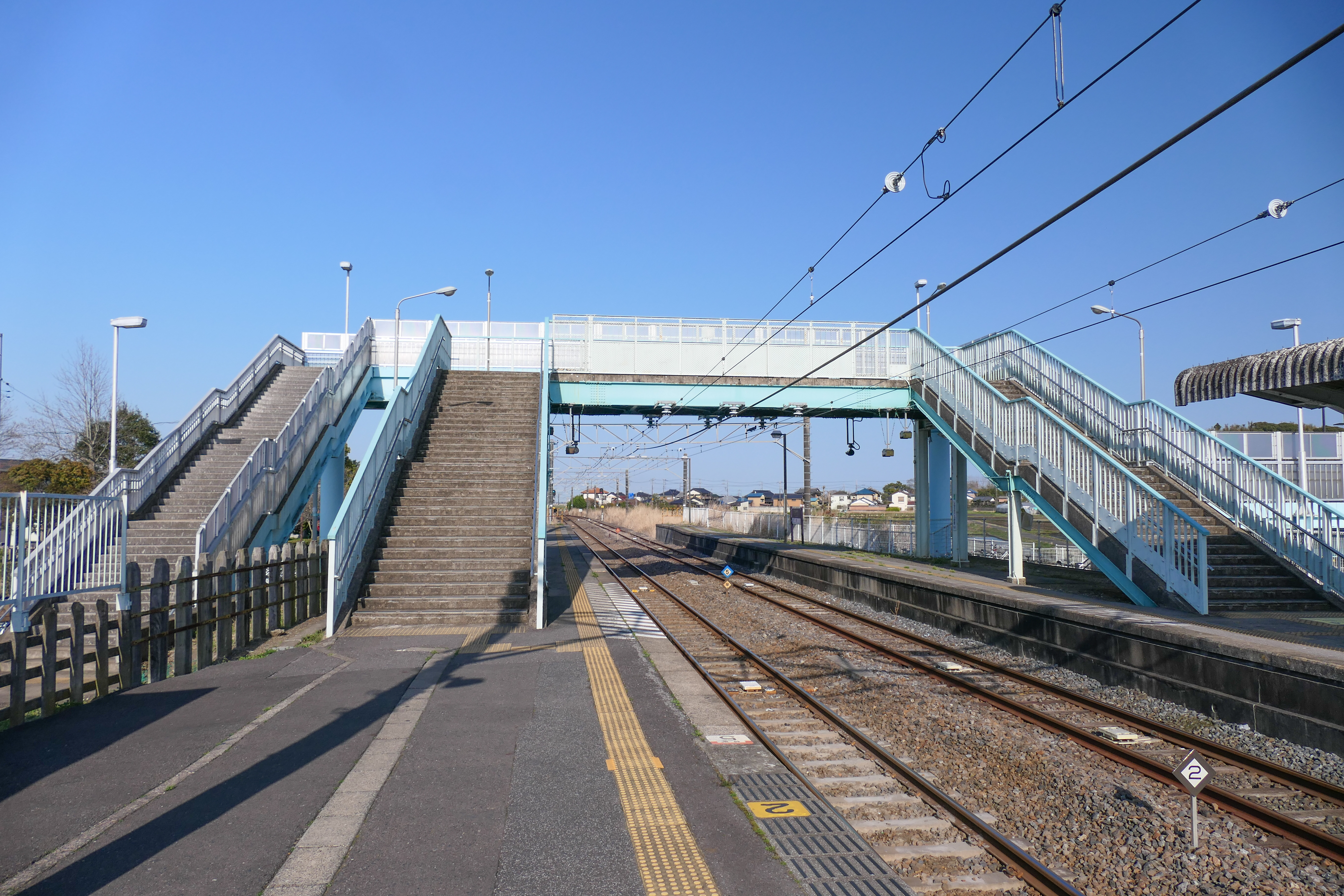
駅構内跨線橋（2022年4月）

## 利用状況
2023年（令和5年）度の1日平均乗車人員は668人である。
JR東日本および千葉県統計年鑑によると、近年の1日平均乗車人員の推移は以下の通り。
| 年度               | 1日平均 乗車人員 | 出典     |
| ------------------ | ---------------- | -------- |
| 1990年（平成02年） | 977              | [ * 1 ]  |
| 1991年（平成03年） | 1,015            | [ * 2 ]  |
| 1992年（平成04年） | 1,032            | [ * 3 ]  |
| 1993年（平成05年） | 1,008            | [ * 4 ]  |
| 1994年（平成06年） | 1,040            | [ * 5 ]  |
| 1995年（平成07年） | 1,090            | [ * 6 ]  |
| 1996年（平成08年） | 1,117            | [ * 7 ]  |
| 1997年（平成09年） | 1,079            | [ * 8 ]  |
| 1998年（平成10年） | 1,075            | [ * 9 ]  |
| 1999年（平成11年） | 1,084            | [ * 10 ] |
| 2000年（平成12年） | 1,128            | [ * 11 ] |
| 2001年（平成13年） | 1,114            | [ * 12 ] |
| 2002年（平成14年） | 1,120            | [ * 13 ] |
| 2003年（平成15年） | 1,127            | [ * 14 ] |
| 2004年（平成16年） | 1,102            | [ * 15 ] |
| 2005年（平成17年） | 1,070            | [ * 16 ] |
| 2006年（平成18年） | 1,068            | [ * 17 ] |
| 2007年（平成19年） | 1,051            | [ * 18 ] |
| 2008年（平成20年） | 1,040            | [ * 19 ] |
| 2009年（平成21年） | 1,022            | [ * 20 ] |
| 2010年（平成22年） | 998              | [ * 21 ] |
| 2011年（平成23年） | 910              | [ * 22 ] |
| 2012年（平成24年） | 956              | [ * 23 ] |
| 2013年（平成25年） | 943              | [ * 24 ] |
| 2014年（平成26年） | 899              | [ * 25 ] |
| 2015年（平成27年） | 882              | [ * 26 ] |
| 2016年（平成28年） | 880              | [ * 27 ] |
| 2017年（平成29年） | 860              | [ * 28 ] |
| 2018年（平成30年） | 840              | [ * 29 ] |
| 2019年（令和元年） | 793              | [ * 30 ] |
| 2020年（令和02年） | 583              |          |
| 2021年（令和03年） | 618              |          |
| 2022年（令和04年） | 656              |          |
| 2023年（令和05年） | 668              |          |

## 駅周辺
- 国道356号
- 千葉県道110号郡停車場大須賀線
- 神崎町役場
- 神崎町立神崎中学校
- 神崎郵便局
- 神崎神社
- 神崎の大クス（国の天然記念物）
- わくわく西の城（旧千葉県立神崎青年の家）
- 西の城貝塚
- 寺田本家（酒造会社）
- 鍋店（なべだな）神崎酒造蔵
- かとり農業協同組合（JAかとり）神崎支店
- 関東甲信クボタ神崎営業所
- ヤンマー農機販売佐原神崎支店
- ナリタヤ神崎店
- ヤックスドラッグ神崎店
- 道の駅発酵の里こうざき（神崎インターチェンジ隣接）

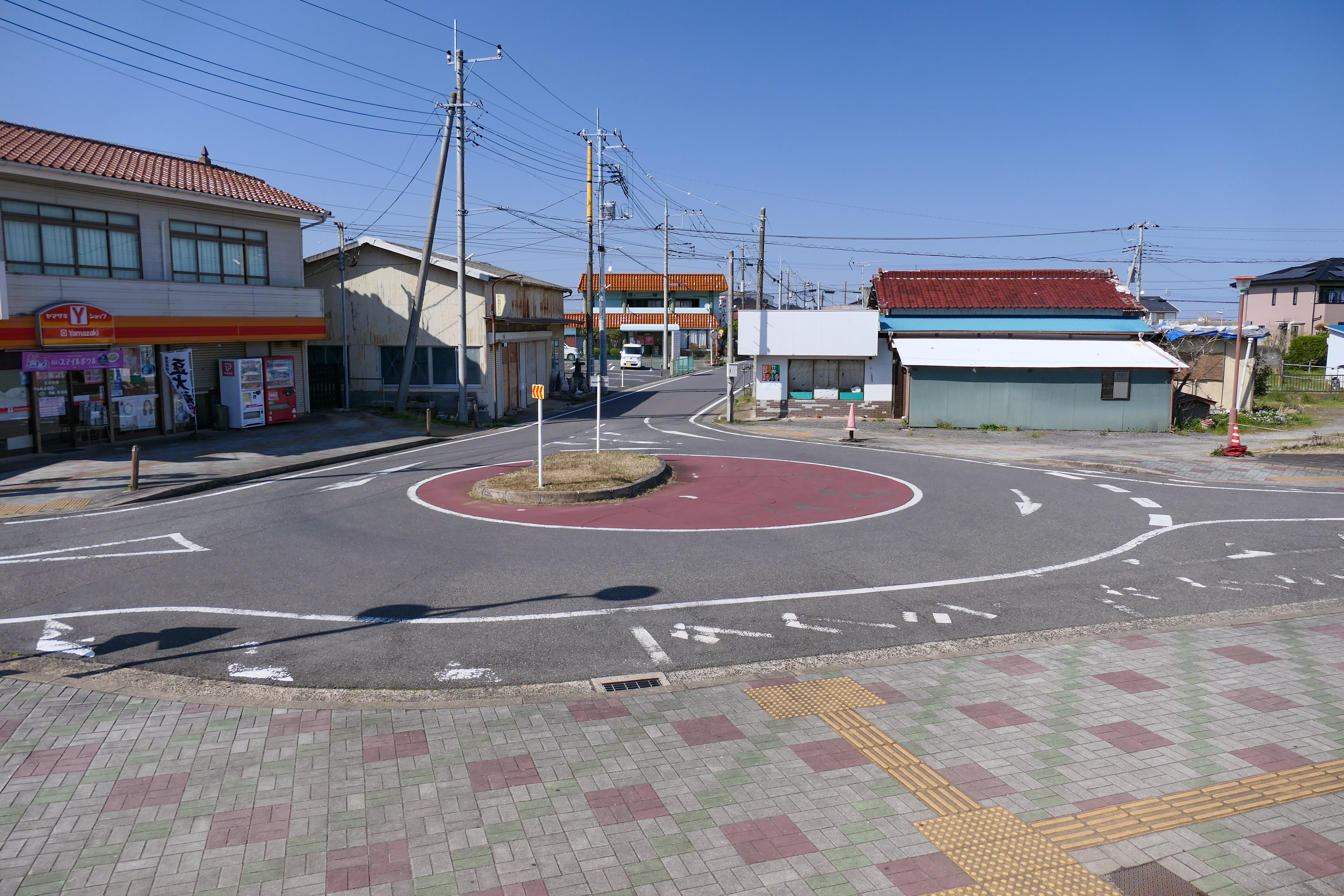
駅前ロータリー（2022年4月）
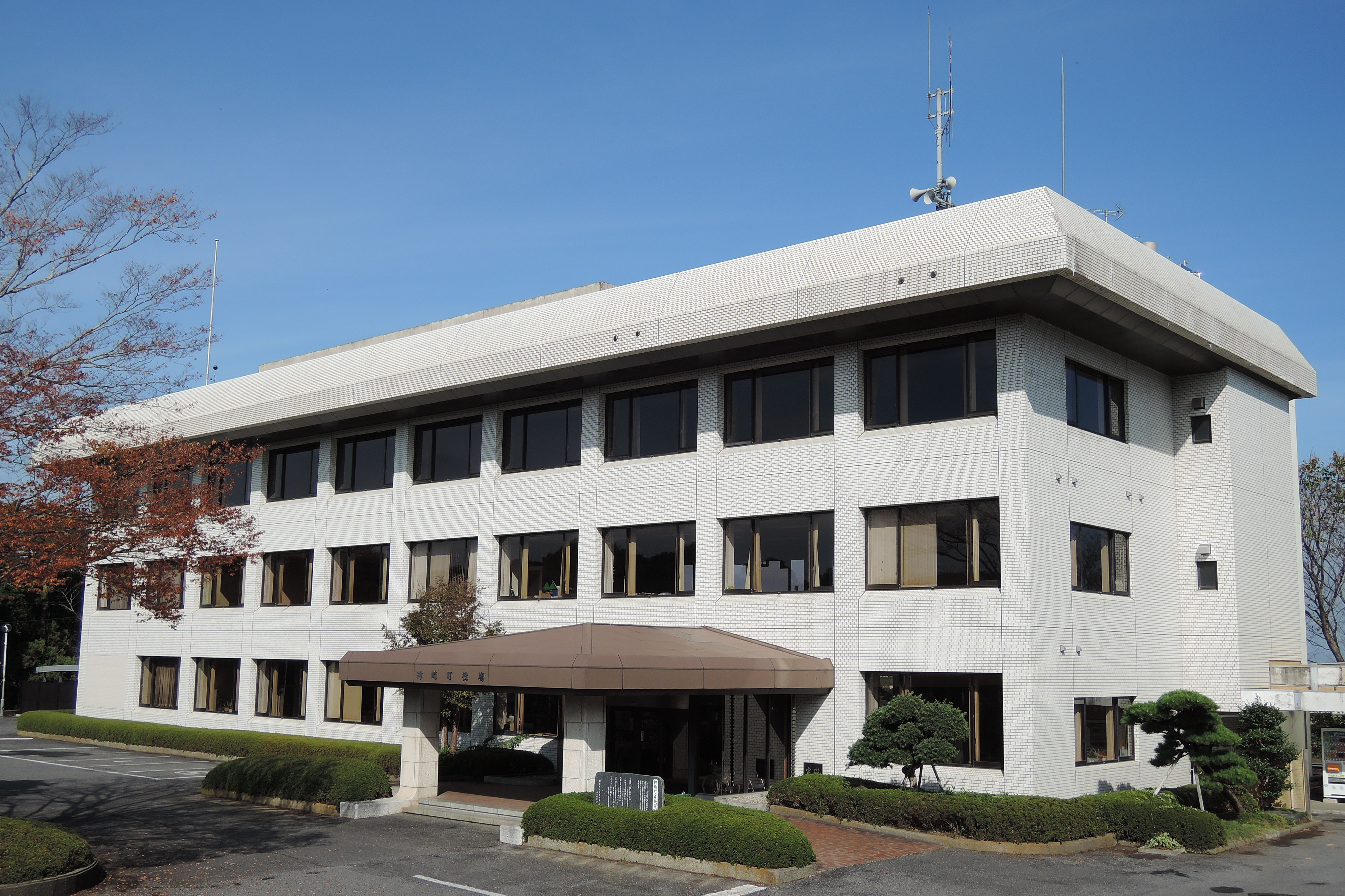
神崎町役場
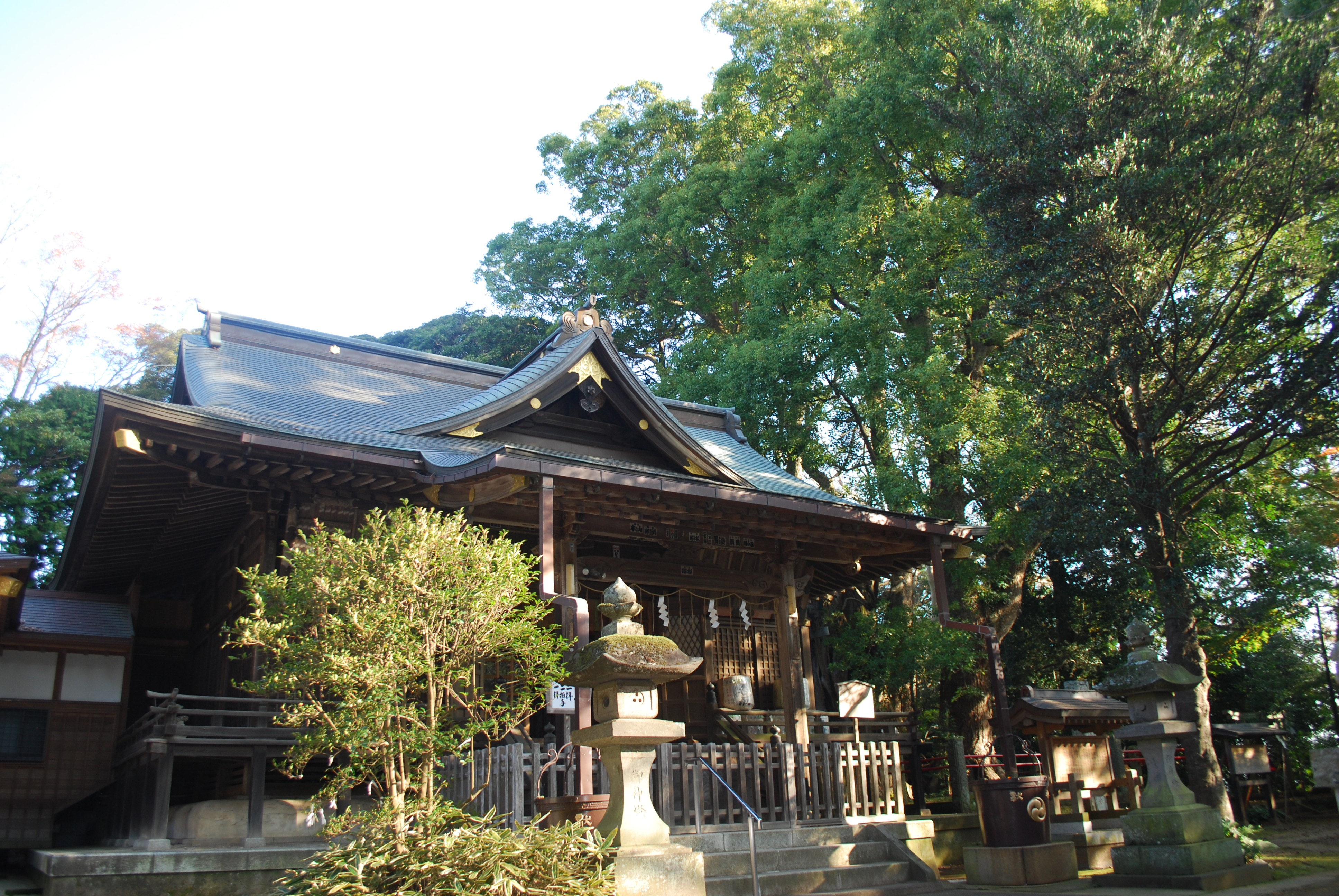
神崎神社と神崎の大クス

## バス路線
「JR下総神崎駅」停留所にて、以下の路線が発着する。
- 神崎町循環バス
  - 中央ルート→北ルート・北ルート・北ルート→南ルート・南ルート・中央ルート：下総神崎駅行
- 桜東バス
  - 新利根・神崎線：新利根（JA稲敷直売所）行

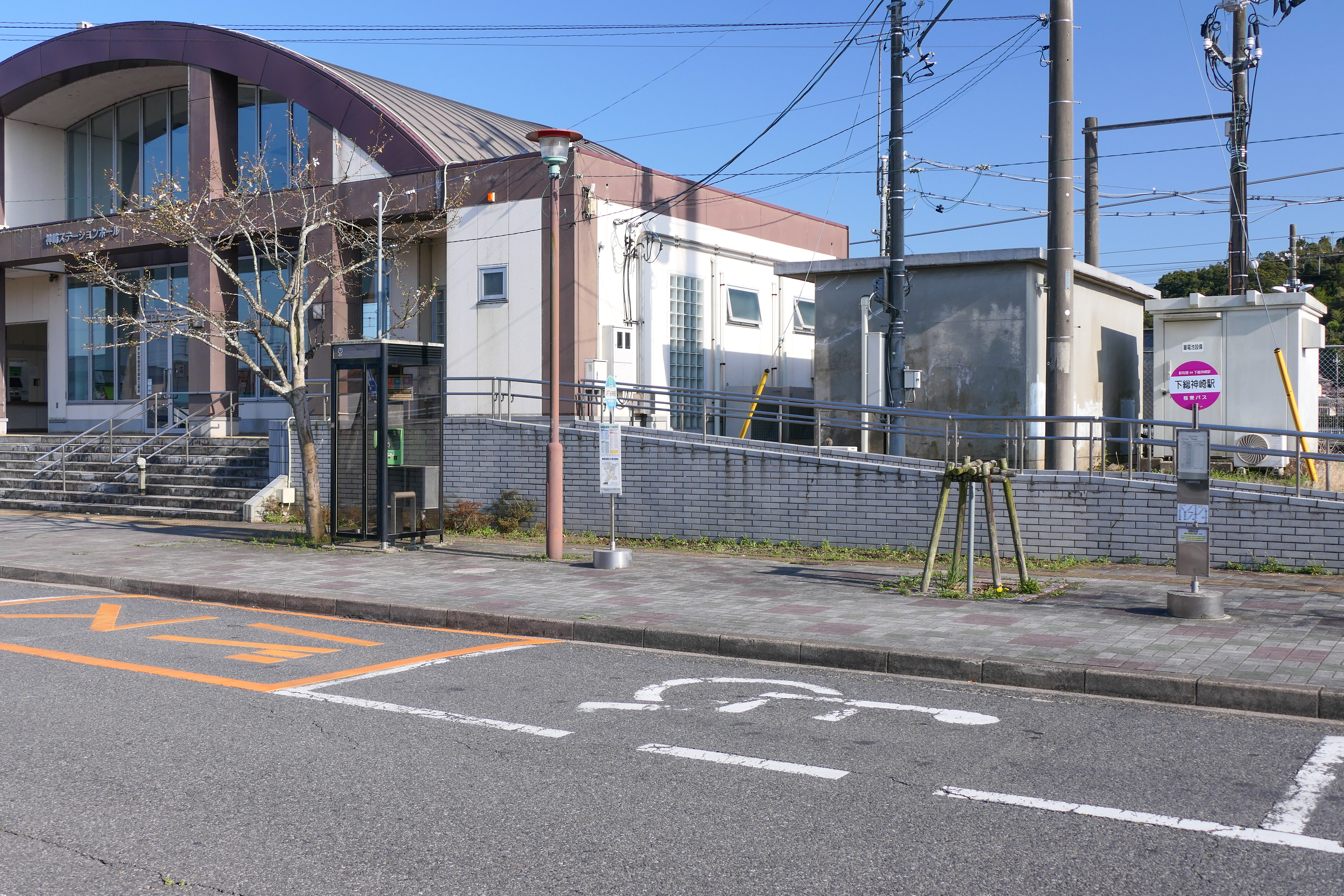
駅バス停（2022年4月）

## 隣の駅
東日本旅客鉄道（JR東日本）
■成田線
滑河駅 - 下総神崎駅 - 大戸駅

#### 利用状況に関する資料
1. ↑  千葉県統計年鑑 - 千葉県

JR東日本の2000年度以降の乗車人員
1. 1 2 3  各駅の乗車人員（2023年度） - JR東日本
2. ↑  各駅の乗車人員（2000年度） - JR東日本
3. ↑  各駅の乗車人員（2001年度） - JR東日本
4. ↑  各駅の乗車人員（2002年度） - JR東日本
5. ↑  各駅の乗車人員（2003年度） - JR東日本
6. ↑  各駅の乗車人員（2004年度） - JR東日本
7. ↑  各駅の乗車人員（2005年度） - JR東日本
8. ↑  各駅の乗車人員（2006年度） - JR東日本
9. ↑  各駅の乗車人員（2007年度） - JR東日本
10. ↑  各駅の乗車人員（2008年度） - JR東日本
11. ↑  各駅の乗車人員（2009年度） - JR東日本
12. ↑  各駅の乗車人員（2010年度） - JR東日本
13. ↑  各駅の乗車人員（2011年度） - JR東日本
14. ↑  各駅の乗車人員（2012年度） - JR東日本
15. ↑  各駅の乗車人員（2013年度） - JR東日本
16. ↑  各駅の乗車人員（2014年度） - JR東日本
17. ↑  各駅の乗車人員（2015年度） - JR東日本
18. ↑  各駅の乗車人員（2016年度） - JR東日本
19. ↑  各駅の乗車人員（2017年度） - JR東日本
20. ↑  各駅の乗車人員（2018年度） - JR東日本
21. ↑  各駅の乗車人員（2019年度） - JR東日本
22. ↑  各駅の乗車人員（2020年度） - JR東日本
23. ↑  各駅の乗車人員（2021年度） - JR東日本
24. ↑  各駅の乗車人員（2022年度） - JR東日本

千葉県統計年鑑
1. ↑  千葉県統計年鑑（平成3年）
2. ↑  千葉県統計年鑑（平成4年）
3. ↑  千葉県統計年鑑（平成5年）
4. ↑  千葉県統計年鑑（平成6年）
5. ↑  千葉県統計年鑑（平成7年）
6. ↑  千葉県統計年鑑（平成8年）
7. ↑  千葉県統計年鑑（平成9年）
8. ↑  千葉県統計年鑑（平成10年）
9. ↑  千葉県統計年鑑（平成11年）
10. ↑  千葉県統計年鑑（平成12年）
11. ↑  千葉県統計年鑑（平成13年）
12. ↑  千葉県統計年鑑（平成14年）
13. ↑  千葉県統計年鑑（平成15年）
14. ↑  千葉県統計年鑑（平成16年）
15. ↑  千葉県統計年鑑（平成17年）
16. ↑  千葉県統計年鑑（平成18年）
17. ↑  千葉県統計年鑑（平成19年）
18. ↑  千葉県統計年鑑（平成20年）
19. ↑  千葉県統計年鑑（平成21年）
20. ↑  千葉県統計年鑑（平成22年）
21. ↑  千葉県統計年鑑（平成23年）
22. ↑  千葉県統計年鑑（平成24年）
23. ↑  千葉県統計年鑑（平成25年）
24. ↑  千葉県統計年鑑（平成26年）
25. ↑  千葉県統計年鑑（平成27年）
26. ↑  千葉県統計年鑑（平成28年）
27. ↑  千葉県統計年鑑（平成29年）
28. ↑  千葉県統計年鑑（平成30年）
29. ↑  千葉県統計年鑑（令和元年）
30. ↑  千葉県統計年鑑（令和2年）